# Giving You Up
"Giving You Up" är en danspop-sång av australiska sångerskan Kylie Minogue, skriven av Miranda Cooper, Brian Higgins, Tim Powell, Lisa Cowling, Paul Woods, Nick Coler och Minogue. Sången släpptes som den andra singeln från Minogues andra samlingsalbum Ultimate Kylie (2004), och är producerad av Brian Higgins och Xenomania.

## Format- och låtlista
Brittiska CD 1
1. "Giving You Up" – 3:31
2. "Made of Glass" – 3:12

Brittiska CD 2
1. "Giving You Up" – 3:31
2. "Giving You Up" (Riton Re-Rub Dub) – 6:31
3. "Giving You Up" (Alter Ego Remix) – 6:32
4. "Giving You Up" (Musikvideo)

Europeiska CD 1
1. "Giving You Up" – 3:31
2. "Made of Glass" – 3:12

Tyska CD 3
1. "Giving You Up" – 3:31
2. "Your Disco Needs You" (Almighty Mix Edit) – 3:29
3. "Your Disco Needs You" (Musikvideo)

Australiska CD single
1. "Giving You Up" – 3:31
2. "Made of Glass" – 3:12
3. "Giving You Up" (Riton Re-Rub Vox) – 6:31
4. "Giving You Up" (Alter Ego Dub) – 6:32
5. "Giving You Up" (Musikvideo)